# Giải Grammy cho album R&B xuất sắc nhất
"Giải Grammy cho Album R&B xuất sắc nhất" là một trong số các hạng mục trao thưởng thuộc giải Grammy dành cho các nghệ sĩ ghi âm cho chất lượng công trình album thuộc thể loại nhạc R&B. Giải này bắt đầu được trao vào năm 1958 và trước đây nó còn có tên là Giải Gramophone,Alicia Keys và TLC là những nghệ sĩ đã 2 lần giành giải.

## Danh sách những người chiến thắng và được đề cử
| Năm[I] | Nghệ sĩ trình bày         | Quốc tịch | Album                           | Các đề cử khác | Nguồn  |
| ------ | ------------------------- | --------- | ------------------------------- | --- | ------ |
| 1995   | Boyz II Men               | Hoa Kỳ    | II                              | - Luther Vandross – Songs | [ 2 ]  |
| 1996   | TLC                       | Hoa Kỳ    | CrazySexyCool                   | - Barry White – The Icon Is Love | [ 3 ]  |
| 1997   | Tony Rich                 | Hoa Kỳ    | Words                           | - Me'Shell NdegéOcello – Peace Beyond Passion | [ 4 ]  |
| 1998   | Erykah Badu               | Hoa Kỳ    | Baduizm                         | - Whitney Houston – The Preacher's Wife: Original Soundtrack Album                                                                                                 | [ 5 ]  |
| 1999   | Lauryn Hill               | Hoa Kỳ    | The Miseducation of Lauryn Hill | - Maxwell – Embrya | [ 6 ]  |
| 2000   | TLC                       | Hoa Kỳ    | FanMail                         | - Brian McKnight – Back at One | [ 7 ]  |
| 2001   | D'Angelo                  | Hoa Kỳ    | Voodoo                          | - Sisqó – Unleash the Dragon | [ 8 ]  |
| 2002   | Alicia Keys               | Hoa Kỳ    | Songs in A Minor                | - Destiny's Child – Survivor | [ 9 ]  |
| 2003   | India.Arie                | Hoa Kỳ    | Voyage to India                 | - Remy Shand – The Way I Feel | [ 10 ] |
| 2004   | Luther Vandross           | Hoa Kỳ    | Dance with My Father            | - Erykah Badu – Worldwide Underground - Blu Cantrell – Bittersweet - Aretha Franklin – So Damn Happy - The Isley Brothers – Body Kiss                              | [ 2 ]  |
| 2005   | Alicia Keys               | Hoa Kỳ    | The Diary of Alicia Keys        | - Anita Baker – My Everything - Al Green – I Can't Stop - Prince – Musicology - Jill Scott – Beautifully Human: Words and Sounds Vol. 2                            | [ 11 ] |
| 2006   | John Legend               | Hoa Kỳ    | Get Lifted                      | - Fantasia – Free Yourself - Earth, Wind & Fire – Illumination - Alicia Keys – Unplugged - Stevie Wonder – A Time to Love                                          | [ 12 ] |
| 2007   | Mary J. Blige             | Hoa Kỳ    | The Breakthrough                | - Jamie Foxx – Unpredictable - India.Arie – Testimony: Vol. 1, Life & Relationship - Prince – 3121 - Lionel Richie – Coming Home                                   | [ 13 ] |
| 2008   | Chaka Khan                | Hoa Kỳ    | Funk This                       | - Ledisi – Lost & Found - Musiq Soulchild – Luvanmusiq - Jill Scott – The Real Thing: Words and Sounds Vol. 3 - Tank – Sex, Love & Pain                            | [ 14 ] |
| 2009   | Jennifer Hudson           | Hoa Kỳ    | Jennifer Hudson                 | - Eric Benét – Love & Life - Boyz II Men – Motown: A Journey Through Hitsville USA - Al Green – Lay It Down - Raphael Saadiq – The Way I See It                    | [ 15 ] |
| 2010   | Maxwell                   | Hoa Kỳ    | BLACKsummers'night              | - Anthony Hamilton – The Point of It All - India.Arie – Testimony: Vol. 2, Love & Politics - Ledisi – Turn Me Loose - Charlie Wilson – Uncle Charlie               | [ 16 ] |
| 2011   | John Legend & The Roots   | Hoa Kỳ    | Wake Up!                        | - Raheem DeVaughn – The Love & War MasterPeace - Fantasia – Back to Me - Jaheim – Another Round - Monica – Still Standing)\|Still Standing]]                       | [ 17 ] |
| 2012   | Chris Brown               | Hoa Kỳ    | F.A.M.E.                        | - R. Kelly – Love Letter | [ 18 ] |
| 2013   | Robert Glasper Experiment | Hoa Kỳ    | Black Radio                     | - Anthony Hamilton – Back to Love - R. Kelly – Write Me Back - Tamia – Beautiful Surprise - Tyrese – Open Invitation                                               |        |
| 2014   | Alicia Keys               | Hoa Kỳ    | Girl On Fire                    | - Faith Evans – R&B Divas - John Legend – Love In The Future - Chrisette Michele – Better - TGT – Three Kings                                                      |        |
| 2015   | Toni Braxton & Babyface   | Hoa Kỳ    | Love, Marriage & Divorce        | - Bern/hoft – Islander - Aloe Blacc – Lift Your Spirit - Robert Glasper Experiment – Black Radio 2 - Sharon Jones & The Dap-Kings – Give The People What They Want |        |
| 2016   | D'Angelo & The Vanguard   | Hoa Kỳ    | Black Messiah                   | - Leon Bridges – Coming Home - Andra Day – Cheers to the Fall - Jazmine Sullivan – Reality Show - Charlie Wilson – Forever Charlie                                 |        |
| 2017   | Lalah Hathaway            | Hoa Kỳ    | Lalah Hathaway Live             | - BJ The Chicago Kid – In My Mind - Terrace Martin – Velvet Portraits - Mint Condition – Healing Season - Mýa – Smoove Jones                                       |        |
| 2018   | Bruno Mars                | Hoa Kỳ    | 24K Magic                       | - Daniel Caesar – Freudian - Ledisi – Let Love Rule - PJ Morton – Gumbo - Musiq Soulchild – Feel the Real                                                          |        |
| 2019   | H.E.R.                    | Hoa Kỳ    | H.E.R.                          | - Toni Braxton – Sex and Cigarettes - Leon Bridges – Good Thing - Lalah Hathaway – Honestly - PJ Morton – Gumbo Unplugged (Live)                                   |        |
| 2020   | Anderson.Paak             | Hoa Kỳ    | Ventura                         | - BJ the Chicago Kid – 1123 - Lucky Daye – Painted - Ella Mai – Ella Mai - PJ Morton – Paul                                                                        |        |

^[I]  Mỗi năm có liên quan đến bài viết về lễ trao giải Grammy được tổ chức năm đó.